# Nilo Soares
Nilo Soares (sinh ngày 18 tháng 7 năm 1994) là một cầu thủ bóng đá người Đông Timor thi đấu ở vị trí tiền vệ cho Karketu Dili và đội tuyển quốc gia Đông Timor.